# 無顓
無顓（？—前343年），古本《竹書紀年》稱菼蠋卯，是戰國時期越國的君主，無余死後繼承為君主，前360年至前343年在位18年去世。
| 前任： 無余 | 戰國越國君主 前360年─前343年 | 繼任： 無彊 |